# El privilegio de amar
El privilegio de amar est une telenovela mexicaine diffusée en 1998-1999 par Televisa.

## Résumé
Le jeune séminariste Juan de la Cruz, vocation forcée, vient rendre visite à sa mère Ana Joaquina, fanatiquement religieuse et qui lui a toujours imposé sa volonté. Dans la maison d'Ana Joaquina travaille Luciana, une jeune fille rêveuse et innocente qui tombe amoureuse de Juan de la Cruz. Une nuit, poussés par leur jeunesse, ils se donnent l’un à l’autre avec tendresse et innocence. Quand Ana Joaquina découvre l’affaire, Luciana attend déjà un bébé. Quand vient le temps d'accoucher, elle laisse sa fille devant la porte d'une maison avec l'espoir qu'elle y sera élevée, mais l’enfant est placée dans un orphelinat. Pour trouver de quoi vivre, Luciana a des liaisons avec de nombreux hommes peu recommandables, dont Pedro Trujillo, un homme terrifiant qui la bat et la maltraite.
Des années plus tard, Cristina, la fille de Luciana a grandi ; elle n’est pas malheureuse à l'orphelinat bien qu'elle soit toujours curieuse de savoir qui est sa mère ; à ce moment Luciana est la patronne d'une maison de mode populaire et l’épouse d’Andrés Duval, un célèbre acteur avec qui elle a deux enfants : Lizbeth, qui est leur fille, et Victor Manuel, fils du premier mariage d'Andrés. Lizbeth est capricieuse et gâtée, parce qu'elle a l'habitude de toujours avoir ce qu'elle veut. D'autre part, Victor Manuel, le fils d'Andrés et de sa première femme, est comme un fils pour Luciana.
Étant une famille admirable en raison de son intégrité et de l'affection qu'ils ont l'un pour l'autre, Luciana ressent un sentiment de remords qui la pousse à commencer une recherche éperdue de sa fille et bien que son mari n’en connaisse pas l’existence (elle n'a jamais rien révélé de son passé par peur de sa réaction). Quand vient le temps de quitter l’orphelinat, Cristina part avec Lorenza et Maclovia et toutes trois louent un appartement très simple, Lorenza est une fille belle, provocante et très sûre d’elle, tandis que Maclovia est réservée, timide et intelligente.
Lorenza rencontre Andrés et tous deux deviennent amants, Andrés revit la passion que Luciana ne lui donne plus. Pendant ce temps, Cristina, grâce à Lorenza, peut obtenir un emploi de mannequin à la maison de couture de Luciana. Cristina et Victor Manuel tombent amoureux et commencent à sortir ensemble, quand Luciana découvre l’idylle, elle congédie Cristina et se charge de convaincre son fils d'épouser Tamara, son ancienne petite amie, en lui faisant croire qu'elle attend un enfant de lui alors que le père est en réalité Nicolás Obregón, un ami d'Andres.
Cristina découvre qu'elle est enceinte de Victor Manuel et décide de ne rien dire par respect pour le couple qu'il a formé. Alonso croise les chemins de la vie de Cristina en offrant à sa fille un nom de famille et de l'amour pour elle, mais Cristina ne peut pas répondre à ses sentiments, parce qu'elle ne l'aime pas. Cependant, elle commence à se battre pour sa fille et devient une femme qui réussit. Ce statut qu'elle acquiert peu à peu comme mannequin la rapprochera de Victor Manuel, qui, vivant un enfer avec Tamara, envisage de la quitter pour être heureux avec Cristina. 

## Distribution
- Adela Noriega - Cristina Velarde
- René Strickler - Manuel Duval
- Andrés García - Don Andrés Duval
- Helena Rojo - Dona Luciana Hernández
- César Évora - Padre Juan Velarde
- Cynthia Klitbo - Tamara de la Colina
- Marga López - Dona Joaquina Velarde
- Enrique Rocha - Nicolas Obregon
- María Sorté - Vivian del Ángel
- Toño Mauri - Alonso del Ángel
- Sabine Moussier - Lorenza Torres
- Adriana Nieto - Lizbeth Duval
- Isadora González - Maclovia
- Lorena Velázquez - Rebeca
- Pedro Weber "Chatanuga" - Pedro Trujillo
- Mario Casillas - Miguel Beltrán
- Matty Huitrón - Bárbara Rivera
- Rodrigo Vidal - Artemio Salazar
- Yadhira Carrillo - María José
- Claudio Báez - Cristóbal
- Nuria Bages - Miriam Arango
- Lourdes Munguía - Ofelia Beltrán
- Ramón Menéndez - José María "Chema" Ramos López
- Katie Barberi - Paula
- Arlette Pacheco - Begoña
- Mauricio Herrera - Franco
- Beatriz Moreno - Doña Charo
- Tito Guízar - Agustín García
- Guillermo Aguilar - Alex Walter
- Ana María Aguirre - Sor Regina
- María Luisa Alcalá - Remedios López de Ramos
- Aurora Alonso - Imelda Salazar
- Marta Aura - Josefina "Chepa" Pérez
- Arturo Vázquez - Macario Jiménez
- Raúl Buenfil - "El Fresco" Wacha
- Gabriel Cervantes - Ramiro
- Verónika con K. - Caridad
- Jean Duverger - Exposimetro
- Consuelo Duval - Rosenda Sánchez
- Virginia Gutiérrez - Sor Bernardina
- Nelly Horsman - Cata
- Silvia Manríquez - Luz María de la Colina
- Ramón Menéndez - Erasmo de la Colina
- Ricky Mergold - Tobías
- Julio Monterde - Padre Celorio
- Andrea Torre - Alejandra
- Luis Uribe - Raymundo Velarde
- Jacqueline Voltaire - Jacqueline
- Marisol del Olmo - Antonia "Toña" Fonseca
- Ricardo de Pascual - Sevilla
- Miguel Ángel Biaggio - Pancho
- Dalilah Polanco - Casilda
- Óscar Bonfiglio - Fernando Bernal
- Luis Xavier - Alberto Souza
- Sergio Sendel - Ernesto Rivas
- Carlos Amador Jr. - Fidencio
- Roberto Antúñez - Padre Marcelo
- Arturo Lorca - Don Isaías
- Héctor Ortega - Valentín Fonseca
- Isabel Salazar - Gisela
- Genoveva Pérez - Chole
- Rafael Mercadante - Mauricio Trujillo
- Claudia Silva - Lourdes Galindo
- Gaston Tuset - Alfonso
- Estela Barona - Gladiola
- Rebeca Mankita
- Benjamín Islas
- Sandra Itzel - Dulce
- Abril Campillo - La Güera
- Francisco Avendaño - Jaime Ávila
- Diana Bracho - Ana Joaquina Velarde (Joven)
- Edith Márquez - Luciana Duval (Joven)
- Andrés Gutiérrez - Juan de la Cruz Velarde (Joven)
- Alfredo Palacios - Alfredo
- Eduardo López Rojas
- Silvia Pinal - Elle meme
- Maribel Guardia - Elle meme
- Eduardo Liñan - Médico hospital psiquiátrico Dr. Valladares
- Lucía Guilmáin - Compañera de Ana Joaquina en el hospital
- José Ma. Napoleón - Silverio Jiménez
- Susana González - Elle meme

## Prix et nominations
- 1999 : Premios TVyNovelas de la Meilleure telenovela de l'année[1]

## Autres versions
- Cristal (1985-1986), produit par RCTV et avec Lupita Ferrer, Jeannette Rodríguez et Carlos Mata.
- Cristal (2006), dirigée par Del Rangel, Jacques Lagôa et Herval Rossano pour SBT, et avec Bianca Castanho, Dado Dolabella, Bete Coelho et Giuseppe Oristanio.
- Triunfo del amor (2010), dirigée par Jorge Edgar Ramírez et Alberto Díaz; produit par Salvador Mejía Alexandre pour Televisa; avec Maite Perroni, William Levy, Victoria Ruffo et Osvaldo Ríos.